# Episcopia de Bălți
Episcopia de Bălți este o eparhie a Bisericii Ortodoxe Române, sufragană a Mitropoliei Basarabiei. Este considerată continuatoare a Episcopiei Hotinului. Are sediul în orașul Bălți (Republica Moldova).  
Din 2018 conducător al acestei episcopii este Antonie Telembici.

## Episcopi
Fosta Episcopie a Hotinului a fost pastorita de 3 episcopi pana in anul 1944. 
- 1923 - 1935: PS Visarion Puiu
- 1935 - 1941: PS Tit Simedrea
- 1941 - 1944: PS Partenie Ciopron

Episcopia de Bălți este urmașa de drept a fostei Episcopii a Hotinului.
- 2018 - prezent: PS Antonie Telembici

## În prezent
Episcopia de Bălți a fost recunoscută de către autoritățile Republicii Moldova ca persoană juridică și parte componentă din cadrul Mitropoliei Basarabiei. 